# 郑泽根
郑泽根（1938年7月—2024年10月17日），男，黑龙江人，中华人民共和国政治人物，曾任中国民主同盟中央委员会常务委员，第九、十届全国政协委员。